# Freycenet-la-Tour
Freycenet-la-Tour là một xã thuộc tỉnh Haute-Loire nam trung bộ nước Pháp. Xã Freycenet-la-Tour nằm ở khu vực có độ cao trung bình 1130 mét trên mực nước biển.